# جسر هندرسون
جسر هندرسون المتموج (بالإنجليزية: Henderson waves bridge)‏ يقع في سنغافورة، وقد بُني من أجل المُشاة، ولكنه تحول إلى تحفة معماريّة بسبب تصميمه الذي يأخذ شكل أمواج البحر، يصل طوله إلى 274 مترًا وارتفاعه يصل إلى 36 مترًا، يربط بين متنزهيّ «جبل فيبر» و«تلة تيلوك بلانچاه» وهو أعلى جسر للتنزه في سنغافورة.